# 214 Ашера
214 Ашера (214 Aschera) — астероїд головного поясу, відкритий 29 лютого 1880 року Йоганном Палізою у Пулі.

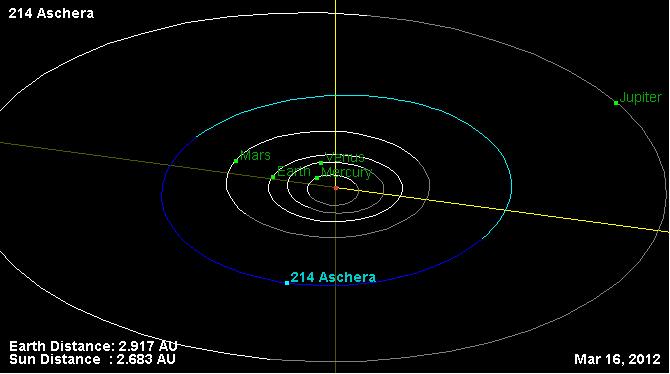
Орбіта астероїда Ашера і його положення в Сонячній системі